# منطقه عملیات نظامی

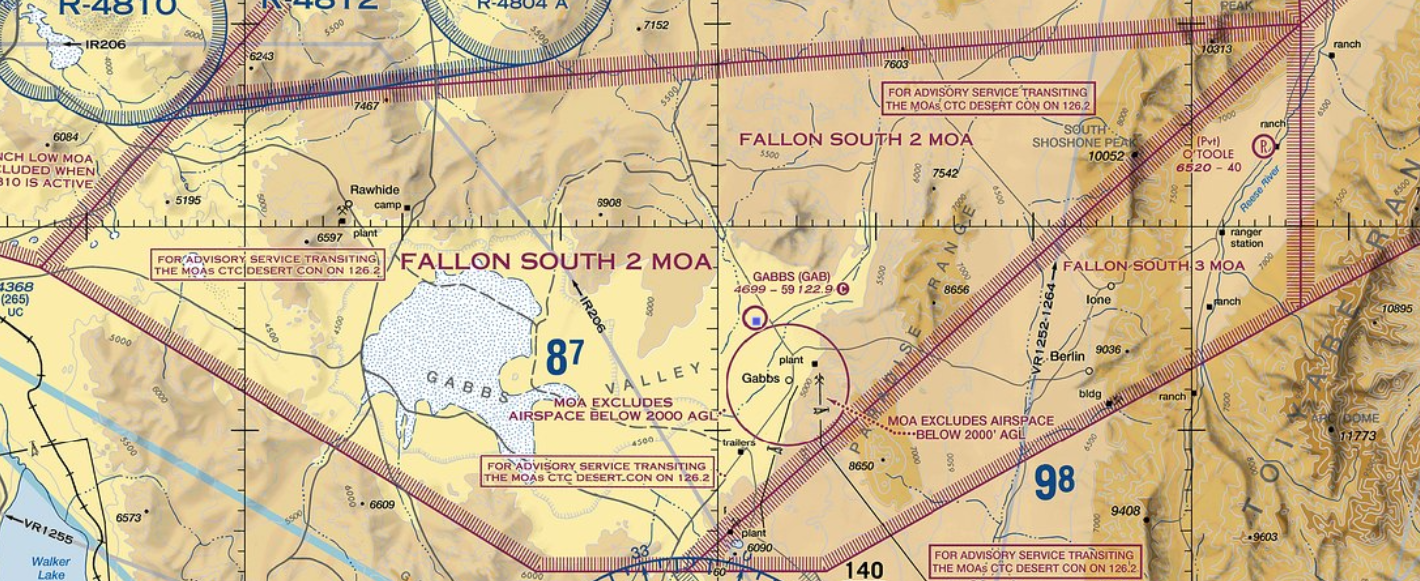
نمایی از یک نقشهٔ منطقه عملیات نظامی مرز هوایی - ۲۰۲۳

منطقه عملیات نظامی مرز هوایی است که بیرون از مرز هوایی کلاس A پدید آمده تا فعالیت‌های نظامی غیر خطرناک مشخصی را از ترافیک قوانین پرواز ابزاری جدا کرده و برای ترافیک قوانین پرواز دیداری در جایی که این فعالیت‌ها جریان دارند برای آن‌ها مشخص کنند. ساختارهای مشابهی برای استانداردهای پرواز بین‌المللی وجود دارند. این ساختارها برای آموزش‌های متداول یا رزمایشهای آزمایشی طراحی شده‌اند. مناطق نزدیک به منطقه جنگی یا دیگر شرایط اضطراری نظامی به‌طور کلی "مرز هوایی محدود" انگاشته می‌شوند.
منطقه عملیات نظامی، گونه‌ای مرز هوایی ویژه است که با مرز هوایی محدود یا مرز هوایی ممنوع فرق دارد. در این دو نوع مرز هوایی، به‌طور طبیعی، عملیات نظامی با محدودیت‌های هواپیماهایی که در آن عملیات‌ها شرکت نمی‌کنند سازگار می‌شوند. تعیین مرز هوایی ویژه برای دیگر کاربران، مناطقی را که در آن‌ها فعالیت‌های نظامی رخ می‌دهند مشخص و فعالیت‌های آن را از دیگر خلبانان جدا می‌کند. همچنین به کنترل کنندگان اجازه می‌دهد که استفاده کنندگان از مرز هوایی را آگاه کنند. شرکت‌های خدمات پرواز محلی، برنامه‌ها و تماس‌های جاری خود را با آژانس کنترل‌کننده هر منطقه عملیات نظامی حفظ می‌کنند.
بیشتر منطقه‌های عملیات نظامی در مناطق روستایی، یا دور افتاده قرار دارند تا از هر گونه صدا، مزاحمت، یا خرده‌های ناشی از تصادف احتمالی، جلوگیری کنند. هر یک از منطقه‌های عملیات نظامی در نمودارهای بخشی به همراه ساعت‌های معمول عملیات، کمینه و بیشینه بلندا عمیات، شماره تماس سازمان کنترل کننده، و آژانس استفاده کننده، نشان داده می‌شوند.
هر وقت که یک منطقه عملیات نظامی، فعال می‌شود ممکن است ترافیک قوانین پرواز ابزاری غیر فعال آن از بین برود. زیرا مراقبت پرواز آن منطقه می‌تواند از گسست قوانین پرواز ابزاری اطمینان حاصل کند. وگرنه مراقبت پرواز، ترافیک قوانین پرواز ابزاری غیر فعال را دوباره مسیریابی یا محدود می‌کند. اگرچه منطقه عملیات نظامی، عملیات قوانین پرواز دیداری را محدود نمی‌کند اما خلبان‌هایی که بر پایه قوانین پرواز دیداری پرواز می‌کنند باید در نزدیکی یا در درون منطقه عملیات نظامی احتیاط بسیاری داشته باشند. خلبانان نظامی، در موارد ویژه، بدون اخطار در بلندای پایین‌تر از منطقه عملیات نظامی تعیین شده پرواز می‌کنند. همینطور، پیش از ورود به منطقه عملیات نظامی، خلبانان به تماس با آژانس کنترل‌کننده تشویق می‌شوند تا از مشاوره ترافیکی در تغییر دائمی وضعیت این مناطق آگاه شوند.